# Marie Schrøder
Marie Schrøder (født 18. marts 1882, død 27. august 1909) var en dansk esperantist, korrespondent, stenograf og journalist med pseudonymet Pen. 
Initivtageren til esperantokurset i august 1907 med op til 400 deltagere der førte frem til dannelsen af esperanto klubben KEK d. 2. januar 1908.
Marie Schrøder er begravet på Assistens Kirkegård i København.